# Latterklub
En latterklub er en klub eller forsamling, hvor man dyrker latteryoga. Klubben samles for ved hjælp af forskellige metoder og lege at komme til at grine.

## Baggrund
Lægen Madan Kataria, Mumbai, Indien, fik i 1995 ideen, at da det formentlig er sundt at le sammen med andre – både mentalt og for kroppen – burde dette udnyttes systematisk, f.eks. i en form for latterøvelser i latterklubber. Han gik ned i den lokale park og fik overtalt et par mennesker til at le sammen med ham. Siden har ideen fænget i mange lande, og der er i dag oprettet latterklubber i mange lande på alle kontinenter.
I Danmark startede Jan Thygesen Poulsen den første danske latterklub (Østerbro). I januar 2000 oplevede 8-10.000 mennesker på Rådhuspladsen, hvordan det føles at lave latterøvelser sammen.

## Klubber
I latterklubber afholdes latterøvelser som regel i 45 minutter til 2 timer (inkl. pause). Desuden afholder latterklubberne i Danmark latterweekender med f.eks. 2 overnatninger, og den første søndag i maj afholdes Latterens Verdensdag (i København afholdes dette på Friluftsscenen på Bakken kl. 14).
De forskellige latterklubber i Danmark er åbne for interesserede, og ofte er der ingen tilmelding. Mange af klubberne er gratis, og nogle af klubberne får tilskud af den lokale kommune, evt. i form af, at lokalet stilles gratis til rådighed.
Flere latterklubledere i Danmark og udlandet har fået ærestitler af deres kommune eller lokalsamfund[kilde mangler].
Initiativtageren Madan Kataria stoppede sin lægepraksis for at få tid til at starte latterklubber forskellige steder i verden.
Latterøvelser bruges også til terapi (latterterapi, bruges bl.a. af psykologer), teambuilding (firmaer), fester (polterabend og runde fødselsdage) osv.